# VIVA Austria

Logo bis zum 31. Dezember 2010

VIVA Austria (aktuelle Senderkennung: VIVA AT) war ein Sender von Viacom und der österreichische Ableger des Senders VIVA Deutschland. VIVA Austria ging 2001 auf Sendung und wurde Silvester 2018 eingestellt.

## Geschichte
Anfangs war der Sender lediglich als Programmblock innerhalb des deutschen VIVA empfangbar. Das Werbefenster sendete täglich zwischen 14:00 und 20:00 Uhr, 2003 wurde dieser Block eingestellt. Ab 2006 teilte sich VIVA Austria einen Sendeplatz mit Nickelodeon Austria, auf welchem es zunächst zwischen 19:00 und 6:00 Uhr sendete. Ab 2009 sendete VIVA Austria zwischen 20:15 und 6:00 Uhr. Gezeigt wurde das Programm von VIVA Deutschland, welches jedoch um 15 Minuten zeitversetzt war.
Seit 2011 sendet VIVA Austria auf dem früheren analogen Transponder von MTV, da dieses nur noch im Pay-TV zu sehen ist. Somit sendet der Sender erstmals 24-Stunden-Programm. Im Zuge der Ausdehnung auf einen 24/7-Betrieb erfolgt eine Neuausrichtung von VIVA Austria. VIVA soll zukünftig ein "Schaufenster in die Welt von MTV Networks" bieten, so das Network.
Vom 8. September 2014 bis 30. September 2015 sendete VIVA AT nur noch 11 Stunden am Tag, zwischen 17:00 Uhr und 6:00 Uhr strahlte Comedy Central sein Programm aus. Dieser gab, nach einer Umstellungsphase für Kabelnetzbetreiber, die am 30. September 2014 endete, seine bisherigen Frequenzen mit Nickelodeon auf. Von 1. Oktober 2015 bis 31. Dezember 2018, somit etwas mehr als ein Jahr nach der Kanalteilung, hat Viacom erneut die Sendezeiten geändert, sodass VIVA nun von 2:00 Uhr bis 14:00 Uhr zu sehen ist und eine Stunde mehr erhält. Damit wurde auch die Musikstrecke wieder um fünf Stunden verlängert. Die restliche Zeit von 14:00 Uhr bis 2:00 Uhr ist weiterhin Comedy Central zu sehen.
Im Juni 2018 gab Viacom bekannt, dass VIVA Ende 2018 eingestellt wird. Der Sendeplatz wird von Comedy Central übernommen, sodass dieser dann 24 Stunden sendet.

## Sendezeiten
|                                          | 06:00 Uhr           | 14:00 Uhr              | 17:00 Uhr              | 19:00 Uhr              | 20:15 Uhr              | 02:00 Uhr              |
| ---------------------------------------- | ------------------- | ---------------------- | ---------------------- | ---------------------- | ---------------------- | ---------------------- |
| 1. Juni 2006 bis 31. Dezember 2009       | NICK Austria        | NICK Austria           | NICK Austria           | VIVA Austria           | VIVA Austria           | VIVA Austria           |
| 1. Jänner 2010 bis 30. März 2010         | NICK Austria        | NICK Austria           | NICK Austria           | NICK Austria           | VIVA Austria           | VIVA Austria           |
| 31. März 2010 bis 31. Dezember 2010      | Nickelodeon Austria | Nickelodeon Austria    | Nickelodeon Austria    | Nickelodeon Austria    | VIVA Austria           | VIVA Austria           |
| 1. Jänner 2011 bis 7. September 2014     | VIVA Austria        | VIVA Austria           | VIVA Austria           | VIVA Austria           | VIVA Austria           | VIVA Austria           |
| 8. September 2014 bis 30. September 2015 | VIVA Austria        | VIVA Austria           | Comedy Central Austria | Comedy Central Austria | Comedy Central Austria | Comedy Central Austria |
| 1. Oktober 2015 bis 31. Dezember 2018    | VIVA Austria        | Comedy Central Austria | Comedy Central Austria | Comedy Central Austria | Comedy Central Austria | VIVA Austria           |

## Eigenproduktionen
Speziell für VIVA Austria wurden folgende Sendungen produziert:
- „VIVA PUR“ wurde zwei Mal im Monat mit einer neuen Folge (insgesamt 6 Wiederholungen) ausgestrahlt. Moderiert wurde das durch Produktplatzierungen finanzierte Musik-, Styling- und Gossipmagazin von Markus Floth.[10]
- „VIVA Austria Top 20“ zeigte komprimiert die 20 beliebtesten Hits in Österreich. Markus Floth moderierte. Erstausstrahlung Montag 11:00 Uhr (2 Wiederholungen)
- „VIVA Movie Preview“ war eine wöchentliche Kinosendung, in der aktuelle Kinofilme und DVD-Neuerscheinungen vorgestellt wurden. Die Sendung wurde wöchentlich donnerstags um 14:40 Uhr ausgestrahlt und zwei Mal wiederholt.

## Sendungen
VIVA Austria sendete das Programm, welches auch in der deutschen Version zu sehen war.